# Simon Donaldson
Simon Kirwan Donaldson, född 20 augusti 1957 i Cambridge, England, är en brittisk matematiker som uppmärksammats för sina insatser inom topologi. Han är verksam som Royal Society Research Professor vid Imperial College London.
Donaldson tog en bachelorexamen (B.A.) i matematik från Universitetet i Cambridge år 1979, och fortsatte därefter med forskarstudier vid Oxfords universitet, först under handledning av Nigel Hitchin och senare under Michael Atiyah. Han tog sin doktorsexamen (D.Phil.) 1983.
Han blev känd som matematiker för arbeten rörande användningen av instantoner för att konstruera invarianter för differentiabla strukturer på fyrmångfalder.
Donaldson invaldes 1986 som ledamot av Royal Society (FRS) och 2010 som utländsk ledamot av Kungliga Vetenskapsakademien. Han har tilldelats Whiteheadpriset (1984), Fieldsmedaljen (1986), Crafoordpriset (1994) och Shawpriset (2009).